# Vaticinia di Nostradamus
I Vaticinia Michaelis Nostradami de Futuri Christi Vicarii ad Cesarem Filium (più brevemente  Vaticinia di Nostradamus) sono una serie di immagini conservate in un manoscritto illustrato del XVII secolo.

## Il manoscritto
Si tratta di una raccolta di 80 immagini acquarellate, rilegate sotto forma di codice, scoperte nel 1982 dalla giornalista Enza Massa nella Biblioteca Nazionale Centrale di Roma (Fondo Vittorio Emanuele 307) e attribuito a Nostradamus (Michel de Notre-Dame, 1503-1556).
In una scheda originale dei padri certosini, allegata al manoscritto, si afferma che il codice venne portato a Roma dal figlio, César de Notre-Dame, per essere donato al cardinale Maffeo Barberini, futuro papa Urbano VIII (pontefice dal 1623 al 1644).
Un manoscritto simile a questo è il Marston MS 225, che si trova nella biblioteca dell'Università Yale, a New Haven (Connecticut). Il manoscritto proviene dalla Baviera e Boemia, probabilmente nell'ambito delle corti degli imperatori e Federico II di Svevia e di Massimiliano I, presso cui ebbero molto probabilmente un grande impatto.

## Profezie
L'origine delle immagini è da rinvenire nel Vaticinia de Summis Pontificibus. Con alcune aggiunte e varianti eseguite da Nostradamus oppure da suo figlio Cèzar de Nostre-Dame.
Le figure sono una serie di rappresentazioni profetiche e avvenimenti e personaggi, alcuni appassionati sostengono che si riferiscano a un periodo che va dai primi decenni del XVII secolo fino ai primi decenni del XXI secolo. A queste ipotesi si può muovere la stessa critica delle cosiddette "profezie di Nostradamus", cioè di essere talmente vaghe da poter venire collegate a posteriori, a un qualsiasi evento accaduto nel frattempo.
Secondo alcuni autori (Cesare Ramotti, Vincent Bridges) le immagini di "Vaticinia" mostrerebbero infatti la successione dei papi romani, e conterrebbero oggetti simbolici, lettere, animali, incroci di stendardi, trombe, croci, candele, ecc, che sono viste formare figure simili a numeri romani, oppure allusioni a cognomi. Per esempio Papa Pio X, o Giuseppe Sarto, sarebbe indicato dalla raffigurazione di un pontefice in trono con un telo sostenuto da angeli sullo sfondo. Papa Pio VII (Barnaba Chiaramonti), che fu prigioniero dei francesi in epoca napoleonica, sarebbe invece raffigurato come un pontefice in saio, con in pugno una rosa e nell'altra mano una falce che lo minaccia; intorno, una B disegnata per terra e dei monti, che alluderebbero al suo nome.
Cesare Ramotti interpretò alcune figure come allusioni a fatti storici importanti nella vita del papato, ad esempio quella iniziale, che funge da marcatempo e che indica l'istituzione della regola di San Francesco di Sales. Inoltre sostiene che sarebbero presenti allusioni alla rivoluzione francese, ai conflitti tra Francia e Spagna per il controllo del Vaticano, all'intervallo tra la prima e la seconda guerra mondiale, dove apparirebbe lo stemma di papa Pio XI, Achille Ratti.

Secondo Enza Massa, la decima tavola del codice (un pontefice imponente, che porta un pastorale con l'effigie della Santa Vergine Maria ha alle spalle una picca ed è in procinto di essere aggredito da un soldato con una scimitarra in mano) può trattarsi di un'allusione all'attentato del 13 maggio 1981, eseguito dal turco Mehmet Ali Ağca contro papa Giovanni Paolo II, il quale porta in effetti nel suo scudo la "M" di Maria, col motto latino "Totus Tuus".
Alcuni sostengono persino di vederci allusioni anche ad altri recenti avvenimenti, quali il Concilio Vaticano II o la guerra in Bosnia (1994-1999). Una tozza torre avvolta da fiamme che assumono un aspetto antropomorfo è stata ipotizzata come profezia molto approssimativa dell'attacco alle Torri Gemelle di New York del 2001.
L'ultima immagine rappresenta la fuga da una città fortificata, di un alto prelato di pelle oscura o nera, assieme al suo seguito, che coincide con un massacro di sacerdoti di molte razze. Tale immagine è stata ipoteticamente collegata al già rivelato terzo mistero di Fátima ed è simile ad una visione che sembra abbia avuto San Pio X, riportata da Stephen Skinner nel suo "Millennium Prophecies". Nel 1909, nel corso di una udienza, Papa Pio X cadde improvvisamente in uno stato molto simile alla trance. Ridestandosi da questo stato disse profondamente turbato: "Ciò che ho veduto è terribile! Sarò io o un mio successore? Ho visto il Papa fuggire dal Vaticano camminando tra i cadaveri dei suoi preti. Si rifugerà da qualche parte, in incognito, e dopo una breve pausa morrà di morte violenta".
Secondo Antonio Socci, esisterebbe un "quarto segreto di Fátima", riguardante l'infiltrazione della pedofilia in alcuni ristretti settori della Chiesa cattolica. Questo mistero potrebbe ricollegarsi ad alcune profezie riguardanti la fine della città di Roma, come quelle di San Malachia da Armagh o alcune interpretazioni di quartine di Nostradamus.

## Altri riferimenti delle immagini
In una immagine esiste un'interessante allusione ad una procedura di indagine kabbalistica: un saggio dalla lunghissima barba, con uno scudo rionale di Roma, copre un libro con un foglio traforato, come ad operare un'estrazione saltatoria propria della Kabbalah.
Alcune immagini sembrano avere legami con le quartine di Nostradamus, come quella dei due unicorni oppure quella dell'Anguilla con testa umana, sormontata da una spada e che esce da un lago, la quale sarebbe collegabile a "l'horrible poisson" della quartina III.21 di Nostradamus, che potrebbe essere relativa ad un episodio accaduto nell'Adriatico, e che ispirò l'ultima scena del film La Dolce Vita di Federico Fellini.

## Galleria d'immagini

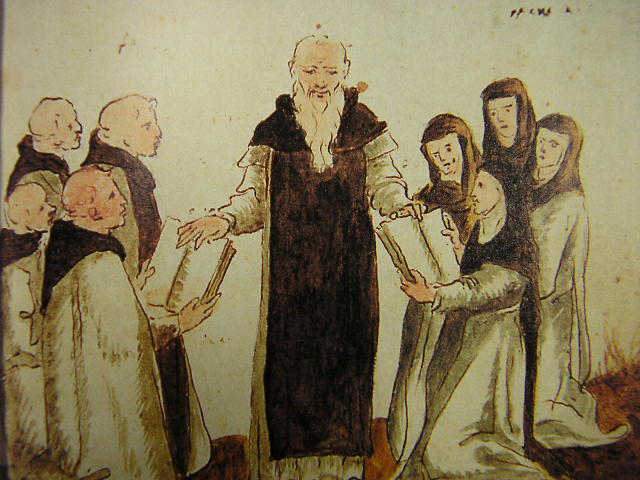
Immagine numero 3.
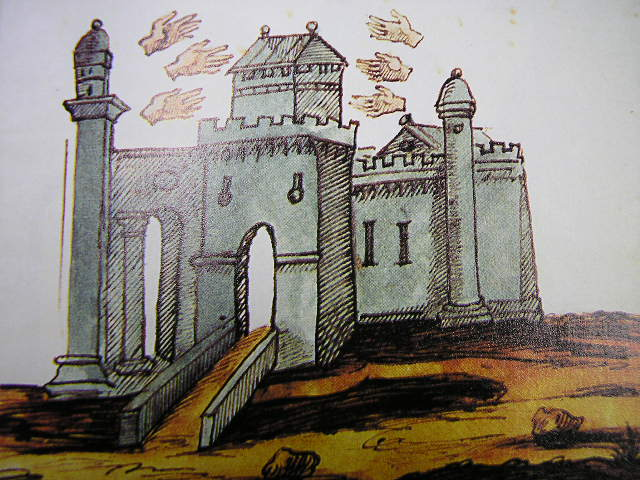
Immagine numero 4.
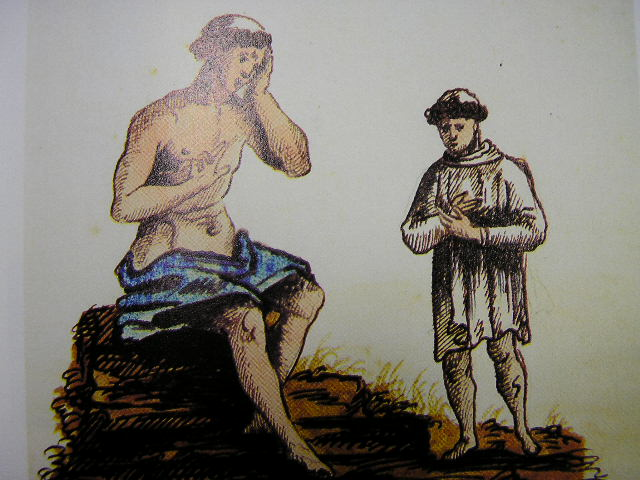
Immagine numero 5.
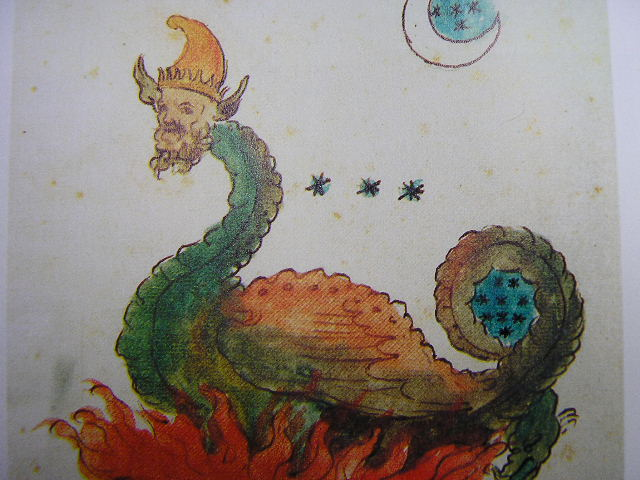
Immagine numero 18.
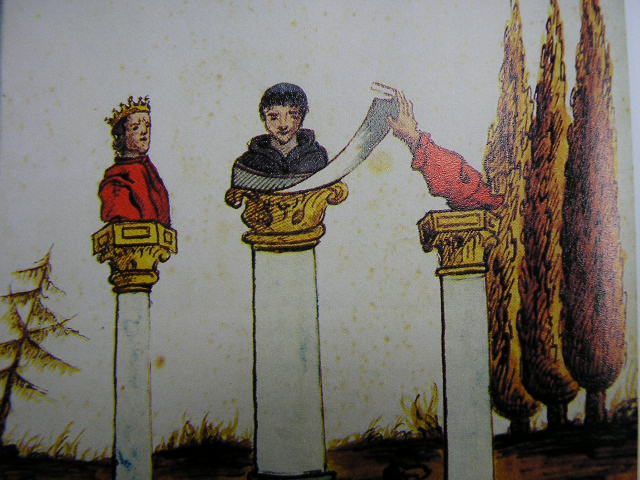
Immagine numero 23.
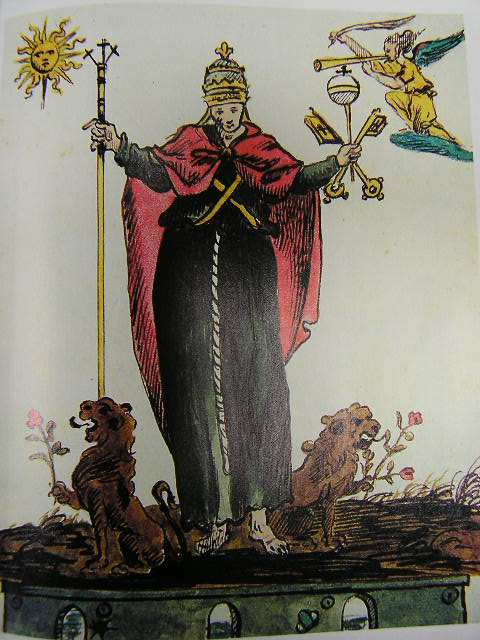
Immagine numero 27.
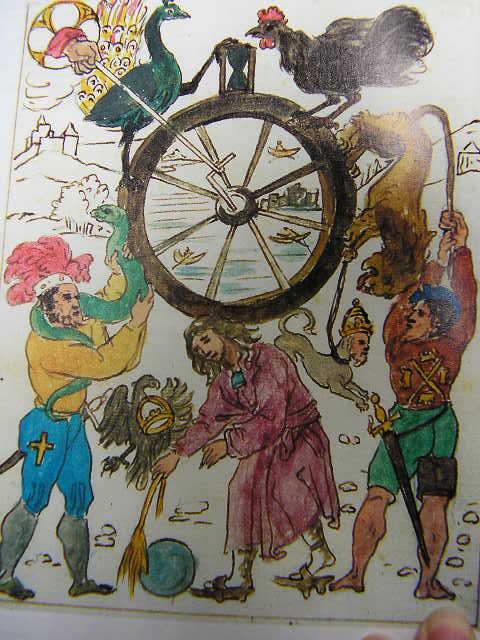
Immagine numero 35.
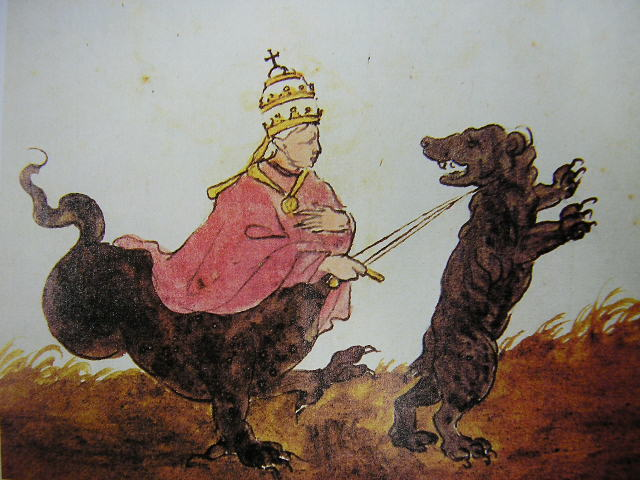
Immagine numero 38.
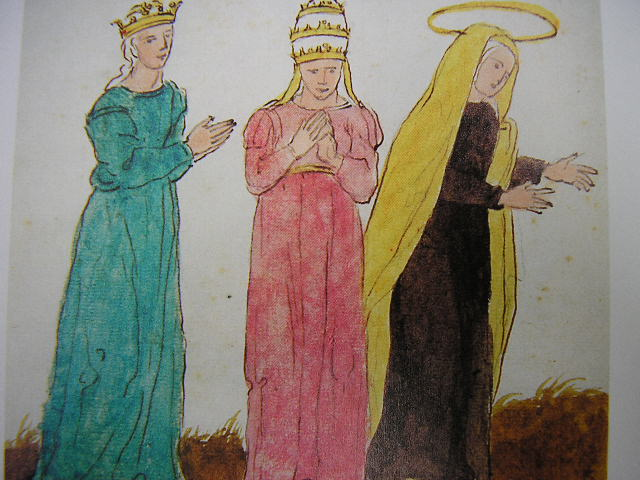
Immagine numero 44.
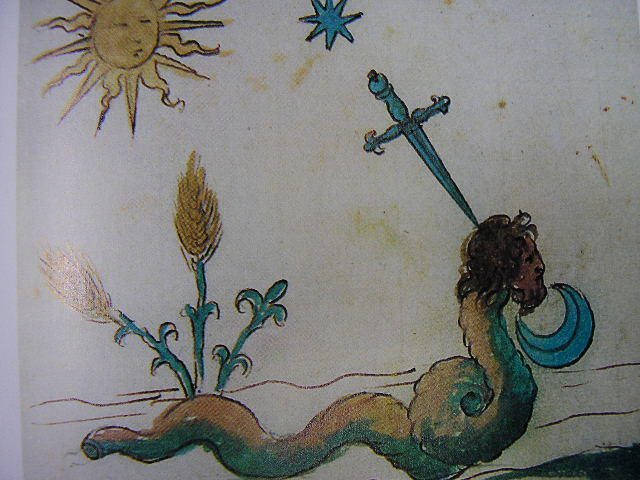
Immagine numero 45.